# Persone di cognome Smith/Attori
| Questa pagina contiene informazioni ricavate automaticamente dalle voci biografiche con l'ausilio del template Bio e di un bot. L'aggiornamento è periodico e automatico e ricostruisce completamente la pagina. Se manca una persona in questa lista, sei pregato di non aggiungerla, ma accertati piuttosto che la sua voce biografica contenga il template Bio e che i dati anagrafici siano correttamente compilati. Se il template Bio manca, inseriscilo tu stesso o, in alternativa, metti l'avviso {{tmp\|Bio}} che ne segnala la mancanza. Se i dati riportati sono sbagliati, correggi direttamente la voce biografica; le modifiche saranno visibili in questa lista entro pochi giorni. Per chiarimenti vedi il progetto antroponimi. La lista contiene solo le 53 persone che sono citate nell'enciclopedia e per le quali è stato implementato correttamente il template Bio. Pagina aggiornata al 7 ago 2025. |

Questa è una lista di persone presenti nell'enciclopedia che hanno il cognome Smith e sono attori.

## A(2)
- Algee Smith, attore statunitense (Saginaw, n. 1994)
- Arjay Smith, attore statunitense (Redlands, n. 1983)

## B(6)
- Brandon Mychal Smith, attore e cantante statunitense (Los Angeles, n. 1989)
- Brian J. Smith, attore statunitense (Allen, n. 1981)
- Brian Michael Smith, attore statunitense (Ann Arbor, n. 1983)
- Bruce Smith, attore statunitense (n. 1880 - New York, † 1942)
- Bruno Smith, attore italiano († 1969)
- Bubba Smith, attore e giocatore di football americano statunitense (Orange, n. 1945 - Los Angeles, † 2011)

## C(5)
- C. Aubrey Smith, attore e crickettista britannico (Londra, n. 1863 - Beverly Hills, † 1948)
- Cedric Smith, attore britannico (Bournemouth)
- Charles Martin Smith, attore, regista e sceneggiatore statunitense (Los Angeles, n. 1953)
- Cory Michael Smith, attore statunitense (Columbus, n. 1986)
- Cyril Smith, attore scozzese (Peterhead, n. 1892 - Londra, † 1963)

## D(2)
- David Lee Smith, attore statunitense (Birmingham, n. 1963)
- Douglas Smith, attore canadese (Toronto, n. 1985)

## F(1)
- Freddie Smith, attore statunitense (Ashtabula, n. 1988)

## G(1)
- Gregory Smith, attore e regista canadese (Toronto, n. 1983)

## H(2)
- Hal Smith, attore e doppiatore statunitense (Petoskey, n. 1916 - Los Angeles, † 1994)
- Harold e Dorothy Smith, attore britannico (Ramsgate, n. 1889 - Ramsgate, † 1975)

## J(10)
- Jeremy Irvine, attore britannico (Gamlingay, n. 1990)
- Cotter Smith, attore statunitense (Washington, n. 1949)
- Jaden Smith, attore, rapper e ballerino statunitense (Malibù, n. 1998)
- Jake M. Smith, attore statunitense (New York, n. 1984)
- Jason Smith, attore australiano (Sydney, n. 1984)
- Jay R. Smith, attore statunitense (Los Angeles, n. 1915 - Las Vegas, † 2002)
- John Smith, attore statunitense (Los Angeles, n. 1931 - Los Angeles, † 1995)
- Jacob Smith, attore statunitense (Monrovia, n. 1990)
- Jordan Patrick Smith, attore britannico (Fife, n. 1989)
- Justice Smith, attore statunitense (Los Angeles, n. 1995)

## K(4)
- Kent Smith, attore statunitense (New York, n. 1907 - Woodland Hills, † 1985)
- Kerr Smith, attore statunitense (Exton, n. 1972)
- Kevin Tod Smith, attore neozelandese (Auckland, n. 1963 - Pechino, † 2002)
- Kurtwood Smith, attore statunitense (New Lisbon, n. 1943)

## L(1)
- Lane Smith, attore statunitense (Memphis, n. 1936 - Northridge, † 2005)

## M(5)
- Michael Crawford, attore e cantante britannico (Salisbury, n. 1942)
- Martin Donovan, attore statunitense (Los Angeles, n. 1957)
- Martin Smith, attore e cantante inglese (Glasgow, n. 1957 - † 1994)
- Matt Smith, attore britannico (Northampton, n. 1982)
- Mike Smith, attore canadese (New Glasgow, n. 1972)

## P(2)
- Brady Smith, attore statunitense (Houston, n. 1971)
- Paul L. Smith, attore statunitense (Everett, n. 1936 - Ra'anana, † 2012)

## Q(1)
- Quinn Smith, attore statunitense (n. 1969)

## R(5)
- Richard O'Brien, attore, sceneggiatore e compositore britannico (Cheltenham, n. 1942)
- Rex Smith, attore e cantante statunitense (Jacksonville, n. 1955)
- Riley Smith, attore e cantante statunitense (Cedar Rapids, n. 1978)
- Roger Guenveur Smith, attore e regista statunitense (Berkeley, n. 1955)
- Roger Smith, attore, produttore cinematografico e sceneggiatore statunitense (South Gate, n. 1932 - Los Angeles, † 2017)

## S(2)
- Seth Smith, attore statunitense (n. 1982)
- Sidney Smith, attore e regista statunitense (Faribault, n. 1893 - Los Angeles, † 1928)

## T(2)
- Taran Noah Smith, attore statunitense (San Francisco, n. 1984)
- Tucker Smith, attore, cantante e ballerino statunitense (Filadelfia, n. 1936 - Los Angeles, † 1988)

## W(2)
- Will Smith, attore, produttore cinematografico e rapper statunitense (Filadelfia, n. 1968)
- William Smith, attore statunitense (Columbia, n. 1933 - Los Angeles, † 2021)